# Ибрагим, Аббас
Генерал-майор Аббас Ибрагим (р. 2 марта 1959 года, Сидон, Ливан) — ливанский генерал, с 18 июля 2011 года глава Главного управления общей безопасности.

## Биография
Родился в Сидоне. На военной службе с 1980 года. В 1980—1982 годах учился в военном училище. Выпущен в звании под-лейтенанта пехоты. Тогда-же окончил курс специальной лыжной подготовки. Направлен на службу в 3-ю пехотную бригаду.
В 1983 году завершил обучение на курсах боевого десанта. Служба в 1-м десантном батальоне 10-й десантной бригады.
В 1984 году лейтенант. В 1987—1988 годах осуществлял охрану посланника арабской лиги в Ливан, Лкхадара Аль-Ибрагими. В 1987 году окончил курсы командиров рот. В 1988 году спецкурсы английского языка. В 1989 году капитан. В 1989 году проходил подготовку в учебном центре пехоты в США. В 1989—1992 годах начальник охраны президента Ливана Ильяса Храуи. В 1992—1993 годах начальник охраны премьер-министра Ливана Рафика Харири.
В 1993 году назначен командиром спецслужбы в составе G-2. В 1994 году командор. В 1994—1998 годах глава секции по борьбе с терроризмом и шпионажем контртеррористического отдела G-2. В 1998 году закончил специальный курс госбезопасности (Великобритания). В 1998—2002 глава контртеррористического отдела G-2. В 1999 году лейтенант-полковник.
В 2003—2005 командир полка коммандос. В 2003 году полковник. В 2005—2008 командир южно-ливанского отдела G-2. В 2008—2011 — первый заместитель главы G-2. С 2010 года бригадный генерал.
После смерти предыдущего главы G-2, генерал-майора Вафика Джеззини, ливанской госбезопасностью управляли исполняющие обязанности, в связи с противостоянием по поводу назначения нового главы между премьер-министром Ливана, предлагавшего шиитского кандидата и президентом Мишелем Сулейманом, генералом Мишелем Ауном и патриархом Бехарой Бутрусом аль-Раи, предлагавшими маронитского кандидата. С 1943 года и по 1998 год главой G-2 являлся маронит, пока должность не была передана шииту президентом Эмилем Лахудом.
В итоге, после соглашения с Мишелем Ауном, новым главой G-2 был назначен Аббас Ибрагим, произведённый в связи с назначением в звание генерал-майора.
Отметился борьбой со взяточничеством и политическим влиянием в спецслужбах и улучшением услуг оказываемых G-2 населению. Проводит политику улучшения работы по розыску тайных агентов Израиля и демонтажу израильской шпионской сети.
Провёл несколько встреч с послами США, Китая и других стран. Развивает сотрудничество с ЮНИФИЛ.
Ибрагим, как и его предшественники тесно связан с Хезболлой. По словам Аль Манар он сыграл ключевую роль в координации деятельности армии с Хезболлой.

## Личная жизнь
Женат. Трое детей. Владеет английским и французским языками. Имеет степень бакалавра военных наук и бакалавра управления бизнесом.

## Награды
- Орден Заслуг Ливана (1-й, 2-й и 3-й степеней)
- Офицер Национального ордена Кедра
- Кавалер Национального ордена Кедра
- Медаль за боевые раны (дважды)
- Военная медаль
- Медаль национального единства
- Медаль «Заря Юга»
- Медаль воинской доблести (серебряная)
- Медаль воинской чести (серебряная)
- Медаль воинской чести (общая)
- Памятная медаль конференции 2002 года
- многочисленные ведомственные награды и отличия (Республиканская гвардия, военная разведка, армия, командование, муниципалитеты).
- Медаль национальной обороны (Франция)
- Диплом «150 лет дипломатических отношений» от румынского Министерства иностранных дел
- Орден Гражданских заслуг (Испания)[2]